# جوش هويفيلد
جوش هويفيلد (بالهولندية: Jos Hooiveld)‏ (22 أبريل 1983 في هولندا - ) هو لاعب كرة قدم هولندي في مركز الدفاع. شارك مع منتخب هولندا تحت 19 سنة لكرة القدم. أما مع النوادي، فقد لعب مع أيك سولنا وإنتر توركو وبي إي سي زفوله وتفينتي أنشخيدة ونادي ساوثهامبتون ونادي سلتيك ونادي كوبنهاغن ونادي ميلوول ونادي هيرنفين ونورويتش سيتي وKapfenberger SV ‏.

## روابط خارجية
- جوش هويفيلد على موقع الاتحاد الأوربي (الإنجليزية)
- جوش هويفيلد على موقع إي إس بي إن إف سي (الإنجليزية)
- جوش هويفيلد على موقع قاعدة بيانات كرة القدم.إي يو (الإنجليزية)
- جوش هويفيلد على موقع Soccerbase.com (لاعب) (الإنجليزية)
- جوش هويفيلد على موقع Soccerway.com (الإنجليزية)
- جوش هويفيلد على موقع عالم كرة القدم.نت (الإنجليزية)
- جوش هويفيلد على موقع AS.com (الإسبانية)